# Kaihō Yūshō

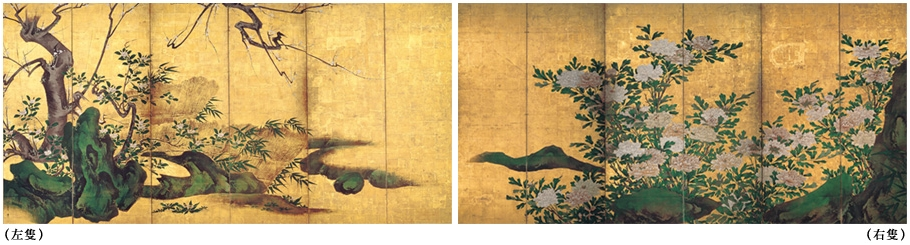
Paravent aux fleurs du peintre japonais Kaihō Yūshō

Kaihō Yūshō (海北 友松), de son vrai nom:  Kaihō Shōeki, nom de pinceau:  Yūshō, né en 1533 dans la Province d'Ōmi, mort en 1615 à Kyōto. XVIe – XVIIe siècles. Peintre japonais.

## L'Âge d'Or de la Peinture murale

### AuxXVIe–XVIIesiècles.
Après la grande guerre civile déclenchée la première année de l'Ère Ōei (1467), qui ravage pendant onze ans la capitale de  Kyōto, l'hégémonie politique de la famille  shôgunale des  Ashikaga, déjà ébranlée par des troubles sociaux et économiques, commence à décliner. Des combats incessants entre les seigneurs locaux caractérisent les trois premiers quarts du XVIe siècle, appelées périodes de guerres civiles, bien que les Ashikaga gardent toujours leur titre de Shogun, devenu de plus en plus nominal. Fils d'un seigneur de la Province d'Ōmi, Yūshō, dès son jeune âge, entre comme novice au monastère Zen du Tōfuku-ji, à  Kyōto, échappant ainsi, à son insu, au sort de toute sa famille exterminée lors de l'attaque du Shogun Oda Nobunaga en 1573.

## Biographie
Devant la vocation artistique de son jeune novice, le supérieur du monastère l'envoie apprendre la peinture dans l'atelier de Kanō Motonobu, qui apprécie son talent. Yūshō perpétue, dans le domaine pictural, la gloire que ses ancêtres ont acquise par les armes, mais il ne cesse néanmoins de fréquenter les militaires et les grands moines Zen. Son style, original et indépendant de l'École Kanō, tout comme celui de Hasegawa Tōhaku, vient enrichir la peinture de l'époque Monoyama. En effet, il est amené à poursuivre son étude de la peinture au lavis au-delà de l'art  Kanō, en remontant jusqu'aux sources des maîtres chinois de la dynastie Song, et en particulier Liáng Kǎi .

### La Tentation du décoratif
La décoration intérieure du principal bâtiment du Kennin-ji, autre monastère Zen de Kyōto, montée aujourd'hui en cinquante grands rouleaux verticaux, illustre son art du paysage en style cursif et simplifié, où les personnages à la chinoise, le dragon, les nuages, les arbres en fleurs et les oiseaux sont traités en touches d'encres variées et en lavis nuancé dont les tons dégradés suffisent à représenter, sans aucun contour, les arbres, les rochers, les fleurs et les oiseaux dans leur volume et leur mouvement.
Il a en outre une façon très caractéristique de rendre les personnages par de grandes lignes simplifiées, tandis que ses branches aiguës et élancées semblent être nées d'un seul coup de lance. Ces caractéristiques, particulièrement bien mises en valeur dans ses compositions monochromes, se retrouvent intégralement dans ses œuvres polychromes, comme en témoignent les trois paires de paravents conservées au temple Myōshin-ji de  Kyōto, où l'aspect décoratif est rehaussé par des éléments de lavis.

### Son style précurseur
Les œuvres précitées sont considérées comme datant de sa maturité, entre 1595 et 1600, à laquelle il parvient assez tard, probablement à l'âge de soixante ans seulement. Les belles signatures qu'il a l'habitude d'apposer sur chaque œuvre, habitude qui n'est pas encore généralisée parmi les peintres de son temps, dénote sa confiance en sa valeur artistique. L'effet très original de ces paravents justifie pleinement son renom: le peintre réussit à introduire dans la composition polychrome et décorative les éléments du lavis, notamment lorsqu'il met en scène des personnages chinois historiques ou légendaires.
Les rochers et les troncs d'arbres sont dessinés uniquement par des touches d'encre nuancées sur le fond blanc du papier, tandis que les coloris brillants réservés aux costumes ou aux feuillages sont rehaussés par l'or des nuages et du sol. La nuance décorative est plus accentuée dans la troisième paire de paravents, consacrés l'un aux fleurs de pivoines et l'autre aux fleurs de prunier et aux camélia. Sur un fond d'or uni évoquant l'air brillant du début de l'été, les pivoines, symbole de luxe et de noblesse, s'épanouissent somptueusement parmi les feuillages.
Quelques rochers, colorés en vert et ponctués de touches d'encre, créent un heureux équilibre. En dehors des teintes variées et délicates des fleurs (blanc, rose, orange et vert très clair), le coloris est plutôt simple, et conforme au tempérament épris d'essentiel de l'artiste. Ce qui donne vie à cette composition, c'est avant tout un dynamisme léger et agréable: sous le souffle du vent de mai qui se lève soudain, toutes les branches chargées de fleurs s'agitent en un mouvement rythmé et forment un vaste cercle. Moins fastueux que le style de Kanō Eitoku et peut-être moins puissant que celui de  Tōhaku, l'art de Yūshō fait néanmoins preuve d'une sérénité et d'une  élégance qui sont loin d'être sans grandeur.

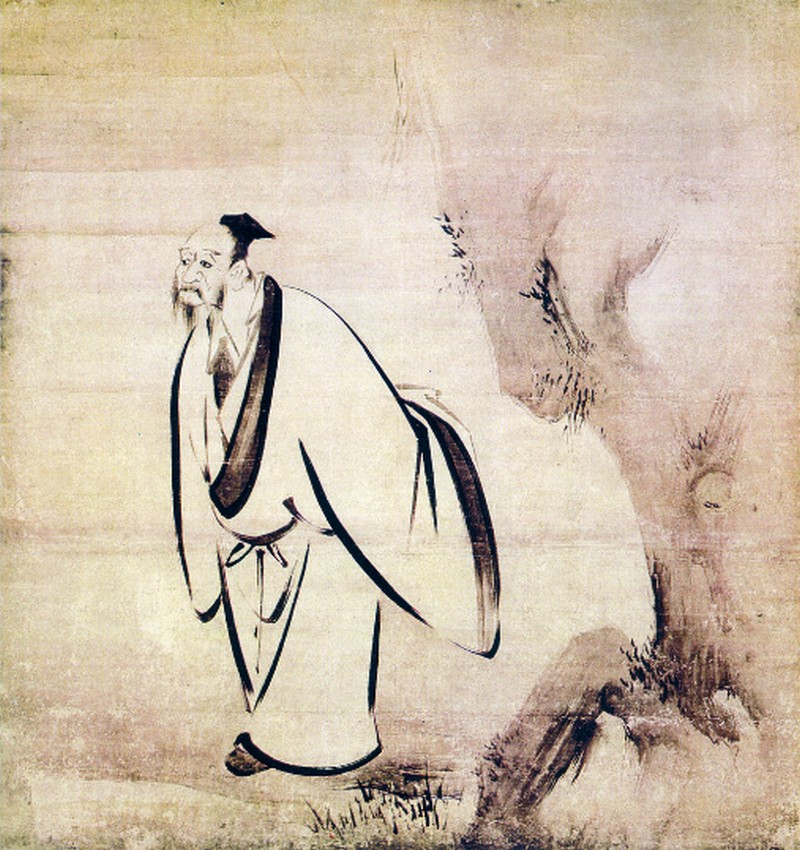
L'un des sept sages par le peintre Kaihō Yūshō

## Musées
- Kyōto (Nat. Mus.):
  - Plantes en fleur.
  - Les huit amis du vin, datés 1602, encre sur papier, deux paravents à six feuilles, au registre des Biens Culturels Importants.
  - Pins, bambous et pruniers, couleurs sur papier, au registre des Biens Culturels Importants.
  - Douze portes à glissière.
- Kyōto ( Myōshin-ji):
  - Pivoines, détail d'un paravent vers 1595-1600, or et couleurs sur papier, dimensions de l'ensemble: 177,7x360,9.
- Kyōto (Kennin-ji):
  - L'un des Sept Sages[n 1], encre sur papier, ht du panneau:158cm.
  - Oiseaux sur une branche de pin[n 2], encre sur papier, (chaque porte coulissante: 117x173).